# Feminnem
Feminnem je hrvatski ženski pop-dance sastav kojeg čine Pamela Ramljak, Neda Parmać i Nika Antolos. Djevojke su poznate po tome što tekstove svojih pjesama pišu same kao i po svojoj svjetski urbanoj, ali pop-dance glazbi. Ime je grupe inspirirano američkim reperom Eminemom. Tijekom godina su izdale tri albuma te su dva puta nastupile na Pjesmi Eurovizije i to 2005. predstavljavši Bosnu i Hercegovinu, a 2010. Hrvatsku. Iako najavivši raspad nakon osam godina, odnosno početkom 2012. godine, nakon desetogodišnje diskografske pauze i rad na solo karijerama, 2022. izdaju singl "Zajedno" čiji tekst potpisuju sve zajedno, a pjesmu će premijerno izvesti na 14. CMC Festivalu u Vodicama. Njihove najpoznatije pjesme su "Volim te, mrzim te", "Chanel 5", "Oye, oye, oye", "Sve što ostaje", "Lako je sve", "Baš mi je dobro", "Sve što ti nisam znala dati" i druge.

## Biografija grupe

### Početci Feminnema
2004. godine, nakon televizijskog natjecanja Nove TV za nove pjevače, Hrvatski Idol, Pamela, Neda i Ivana Marić koje su dogurale do same završnice osnovale su Feminnem, te objavili hit single "Volim te, mrzim te". S imageom triju šarmantnih plavuša brzo su osvojile simpatije publike i nakon raspada grupe Divas postale vodeći hrvatski girl-band.

### 2004. – 2007.: Prvi nastup na Euroviziji, Feminnem Show i odlazak Ivane
Već 2005. godine s pjesmom "Call Me", autora Andreja Babića, predstavljale su Bosnu i Hercegovinu na natjecanju za Pjesmu Eurovizije 2005. Pjesma je osvojila 14. mjesto u finalu i to je bio 3. najbolji rezultat Bosne i Hercegovine do tad. U prosincu 2005. su izdale svoj prvi album Feminnem Show, koji je dobio ime po emisiji koju su dobile na BHT-u. 2006. su nastupale na HRF-u s pjesmom "Reci nešto, al' ne šuti više". 2007. su se prijavile na Doru s pjesmom "Navika" i osvojile 9. mjesto. Krajem godine, Ivana je odlučila napustiti Feminnem i započeti samostalnu karijeru. Neda i Pamela su krenule u potragu za trećom članicom.

### 2007. – 2009.: Dolazak i odlazak Nikol i drugi pokušaj pobjede na Dori
Neda i Pamela su održale audiciju za odabir nove članice, te uz pomoć Ante Viljca, Maje Šuput i Branimira Mihaljevića izabrale novu članicu - Nikol Bulat. Snimile su novi singl "Chanel 5" s kojim su nastupale na HRF-u gdje dobivaju nagradu za najviše glasova putem interneta. 2009.-te se opet prijavljuju na Doru s pjesmom "Poljupci u boji" i osvajaju 3. mjesto s najvećim brojem bodova žirija. Na ljeto 2009. opet odlaze na HRF s pjesmom "Oye, Oye, Oye" koju su snimile zajedno sa španjolskim pjevačem Alexom Mangom. Unatoč tim uspjesima, Nikol se nije uklopila u Feminnem te je krajem ljeta 2009. nakon brojnih svađa i nesuglasica s kolegicama napustila grupu.

### 2009. – 2012.: Drugi nastup na Euroviziji, Lako je sve, Easy to See i razilaženje
Neda i Pamela su pronašle novu članicu Niku Antolos koja je svoju karijeru započela 2009. u TV-showu RTL-a Hrvatska traži zvijezdu. Izdaju singl "Sve što ostaje" koji postaje hit. 2010. se po treći put pojavljuju na Dori, ovaj put s pjesmom "Lako je sve". Nakon osvojenog 4. mjesta polufinalu, ugasle su nade za pobjedu, ali naprotiv, Feminnemke u finalu osvajaju maksimalan broj žirija i televotinga. Nakon Dore izdaju svoj drugi album pod nazivom Lako je sve. U svibnju odlaze na Pjesmu Eurovizije 2010. i u polufinalu osvajaju 13. mjesto s 33 boda, s kojima se nisu mogle plasirati u finale. Nakon Eurovizije izdaju svoj treći album Easy to See koji sadrži pjesme s albuma Lako je sve samo na engleskom jeziku i pjesmom Mil Amantes na španjolskom. Također nastupaju na Pjesmi Mediterana u Budvi. Kasnije izdaju singl Baš mi je dobro s kojim na stupaju na CMC-vom Festivalu u Vodicama. 5. travnja 2011. je na internet procurio njihov novi singl pod imenom "Sve što ti nisam znala dati". U sudenom 2011. obajvljuju singl "Subota bez tebe" na kojem se surađivale s Antonijom Šolom i Branimirom Mihaljevićem. U veljači 2012. su članice sastava u emisiji Glazbeni Show Dalibora Petka potvrdile da su se razišle u prijateljskim odnosima.

### 2022.: Povratak na glazbenu scenu
U svibnju 2022. godine djevojke su na svojim društvenim mrežama objavile kako su se ponovno sastale te da su već od prosinca Pamela i Neda prilikom snimanja božićne pjesme razmišljale o nastavku priče iza grupe Feminnem, dok su u ožujku obje nazale Niku koja se na poziv rado odazvala. Ekskluzivni intervju o povratku i budućim projektima djevojke su dale za magazin Story. Slogan kojim promoviraju nastavak Feminnem karijere kroz svoje društvene mreže jest #FeminnemDokNePreminem. Počekom svibnja objavljen je singl "Zajedno" s kojim će nastupiti na 14. izdanju CMC festivala u Vodicama. Prvoga lipnja grupa objavljuje i službeni spot za povratnički singl kojega je u tjedan dana pogledalo gotovo sto tisuća ljudi.

### 2023.: Pobjeda na 70. Zagrebačkom festivalu
Pobijedile su na jubilarnom 70. Zagrebačkom festivalu s pjesmom "Trending" u duetu sa Alejuandrom Buendijom (Saša Antić iz TBF-a).

## Bivše i sadašnje članice grupe
| Član | Član           | 2004.                         | 2005.                         | 2006.                         | 2007.                         | 2008.                         | 2009.                         | 2010.                         | 2011.                         | 2012.                         | 2022.                         |
| ---- | -------------- | ----------------------------- | ----------------------------- | ----------------------------- | ----------------------------- | ----------------------------- | ----------------------------- | ----------------------------- | ----------------------------- | ----------------------------- | ----------------------------- |
|      | Pamela Ramljak | 2004. – 2012. & 2022. – danas | 2004. – 2012. & 2022. – danas | 2004. – 2012. & 2022. – danas | 2004. – 2012. & 2022. – danas | 2004. – 2012. & 2022. – danas | 2004. – 2012. & 2022. – danas | 2004. – 2012. & 2022. – danas | 2004. – 2012. & 2022. – danas | 2004. – 2012. & 2022. – danas | 2004. – 2012. & 2022. – danas |
|      | Neda Parmać    | 2004. – 2012. & 2022. – danas | 2004. – 2012. & 2022. – danas | 2004. – 2012. & 2022. – danas | 2004. – 2012. & 2022. – danas | 2004. – 2012. & 2022. – danas | 2004. – 2012. & 2022. – danas | 2004. – 2012. & 2022. – danas | 2004. – 2012. & 2022. – danas | 2004. – 2012. & 2022. – danas | 2004. – 2012. & 2022. – danas |
|      | Ivana Marić    | 2004. – 2008.                 | 2004. – 2008.                 | 2004. – 2008.                 | 2004. – 2008.                 | 2004. – 2008.                 |                               |                               |                               |                               |                               |
|      | Nikol Bulat    |                               |                               |                               |                               | 2008. – 2009.                 | 2008. – 2009.                 |                               |                               |                               |                               |
|      | Nika Antolos   |                               |                               |                               |                               |                               | 2009. – 2012. & 2022. – danas | 2009. – 2012. & 2022. – danas | 2009. – 2012. & 2022. – danas | 2009. – 2012. & 2022. – danas | 2009. – 2012. & 2022. – danas |

## Diskografija
Studijski albumi
- 2005. – Feminnem Show
- 2010. – Lako je sve
- 2010. – Easy to See

Kompilacijski albumi
- 2010. – Baš nam je dobro

## Vanjske poveznice
- Feminnem, YouTube
- Feminnem, Instagram